# 日本歯科医学教育学会
日本歯科医学教育学会（にほんしかいがくきょういくがっかい、Japanese Dental Education Association;JDEA）とは、歯科医学教育を取り扱う専門学術団体の一つである。日本歯科医学会の専門分科会。

## 概要
1982年に設立。2011年9月30日現在、会員数1,813名、2010年現在、理事長は俣木志朗

## 総会
- 年1回

## 本部事務局
- 〒170-0003　豊島区駒込1-43-9 駒込TSビル4F 財団法人口腔保健協会内

## 学会誌
- 『日本歯科医学教育学会雑誌』年3回発刊 ISSN：0914-5133

## 大会等
| 年     | 月日          | 名称                                                   | 会長     | 会場                       | テーマ                                                    | 参加者数 | 備考        |
| ------ | ------------- | ------------------------------------------------------ | -------- | -------------------------- | --------------------------------------------------------- | -------- | ----------- |
| 2009年 | 11月6日～7日  | 第28回日本歯科医学教育学会総会および学術大会           | 高田隆   | 広島国際会議場             |                                                           |          | [ 4 ]       |
| 2010年 | 7月23日～24日 | 第29回日本歯科医学教育学会学術大会                     | 三浦廣行 | 岩手医科大学               | 歯科医学教育の新たな方向性を求めて                        |          | [ 5 ]       |
| 2011年 | 7月15日～17日 | 第30回日本歯科医学教育学会総会・学術大会および記念大会 | 住友雅人 | 日本歯科大学               | 日本歯科医学教育学会・・・ それぞれの想い―今日から明日へ― | 635名    | [ 6 ] [ 7 ] |
| 2012年 | 7月20日～21日 | 第31回日本歯科医学教育学会総会および学術大会           | 松尾龍二 | 岡山コンベンションセンター | ～社会に求められる歯科医学教育～                          |          | [ 8 ]       |

## 加盟団体
- 日本歯科医学会
- 日本歯学系学会協議会
- 国際歯科医学教育学会連盟